# Gerald M. Edelman
Gerald Maurice Edelman (New York, 1. srpnja 1929.) je američki biolog.
Godine 1972. dobio je Nobelovu nagradu za fiziologiju ili medicinu za rad na imunološkom sustavu, zajedno s Rodney R. Porterom. Obojica su zaslužni za otkriće strukture antitijela. 

## Vanjske poveznice
- Nobelova nagrada - životopis (engl.)